# Rechtsspiegel
Rechtsspiegel oder bis ins 18. Jahrhundert Rechtenspiegel ist ein Begriff aus der Rechtsgeschichte, insbesondere des Alten Reiches, und bezeichnet verschiedene Sammlungen von Recht.

## Begriffsbestimmung
Rechtsspiegel sind Sammlungen von Recht, die sich in der Tradition der speculum-Literatur des Mittelalters verstehen. Rechtsspiegel ist kein Gattungsbegriff, sondern ein Sammelbegriff für verschiedene Werke. Der speculum war ein Stück geistlicher Literatur, das der religiösen Erkenntnis diente. Der Rechtsspiegel als Metapher war eine Anlehnung an diese Literatur. Der Rechtsspiegel diente laut Verfasser der Auflistung des bisherigen Rechtes. Der Begriff wurde in der Wissenschaft geprägt und so wurden auch Sammlungen als Rechtsspiegel bezeichnet, die eigentlich einen anderen Titel trugen. Bekanntestes Beispiel ist der Schwabenspiegel, der als Kaiserrecht benannt war und erst 1609 als Schwabenspiegel durch Melchior Goldast bezeichnet wurde.
Rechtsspiegel waren ein Schritt des Übergangs vor dem Beginn landesherrlicher Gesetzgebung. Sie sind entweder in Latein oder in einer Volkssprache verfasst. Sie galten als ein Entwicklungsschritt im deutschen Rechtswesen. Armin Wolf bezeichnet sie als ein Schritt vor der staatlichen Gesetzgebung durch Könige und Landesherren. Sie beeinflussten die späteren Stadtrechtsbücher und der Landrechte. Die Spiegel konnten sich nicht auf gesetztes Recht berufen und bezogen sich oftmals auf frühere Herrscher. So bezieht sich der Sachsenspiegel in seiner Vorrede auf Konstantin und Karl den Großen. In dem Bezug auf diese beiden Herrscher, die beide zusammen die christliche Werteordnung darstellen, steht der Spiegel im Bezug der geistlichen speculum-Tradition.
Der Begriff des Rechtsspiegels ist in der Forschung verbunden mit der Unterscheidung zwischen deutschem und römischem Recht im Mittelalter. Der Rechtsspiegel als Sammelbegriff umfasst sowohl Rechtsbücher, die deutsches Recht enthalten, also in der klassischen Definition des ungelehrten Rechtes, als auch die davon getrennten Sammlungen, die man der Rezeptionsgeschichte des römischen Rechtes, also des gelehrten Rechtes, zuordnet. Die Unterscheidung zwischen beiden Rechtsmassen und daran anschließend der beiden Gattungen wird in moderner Forschung in Frage gestellt und so könnte dies auch für die Definition des Rechtsspiegels Bedeutung haben. So könnte aus dem Sammelbegriff ein Gattungsbegriff entstehen.

## Als Rechtsspiegel bezeichnete Werke
Der bekannteste Spiegel ist der Sachsenspiegel von Eike von Repgow aus dem 13. Jahrhundert. Auf dem Sachsenspiegel aufbauend wurden der Livländische Spiegel 1322/37 verfasst, der Oberdeutsche Sachsenspiegel in der Mitte des 13. Jahrhunderts, der Schwaben- und Deutschenspiegel verfasst. Der Schwabenspiegel gilt insbesondere als Ausdruck der Tradition als Weiterentwicklung der speculum-Literatur, da im Schwabenspiegel an das biblische Buch der Könige angeknüpft wurde. Für das Kleine Kaiserrecht wurde der Begriff Frankenspiegel diskutiert, setzte sich jedoch nicht durch.
In späteren Jahren entstanden noch einige andere Spiegel. Diese Spiegel waren zumeist unterschiedlich von den Rechtsspiegeln, die sich am Sachsenspiegel orientierten. Ihr Inhalt war zumeist römisches Recht und unterscheidet sich in Form und Konzeption von den Spiegeln, die dem Sachsenspiegel folgten.
Der bekannteste Spiegel in lateinischer Sprache ist das speculum iudicale. Es wurde Ende des 13. Jahrhunderts von Durandus von Mende verfasst und enthält eine Zusammenstellung von gelehrtem Prozessrecht. Es wurde bis in das 17. Jahrhundert genutzt.
So wird der Klagspiegel, vermutlich um 1436 von Conrad Heyden verfasst, und der Laienspiegel von Ulrich Tengler als Rechtsspiegel eingeordnet. Auch der Berg-Rechts-Spiegel (Speculum Iuris Metallici) von Sebastian Span von Ende des 16. Jahrhunderts wird als Rechtsspiegel eingeordnet. Dies gilt als einer der letzten Rechtsspiegel.
In der Wissenschaft werden teilweise auch Werke außerhalb der Sphäre des Alten Reiches als Spiegel bezeichnet. Dazu gehören unter anderem das Mittelassyrische Rechtsbuch und das Syrisch-römisches Rechtsbuch, wobei die Einordnung des letzteren umstritten ist.